# Rio Bom
Rio Bom est une municipalité brésilienne située dans l'État du Paraná.